# استلزام زبانی
استلزامات زبانی استلزاماتی هستند که در زبان‌های طبیعی پدید می‌آیند. اگر جمله آ مستلزم جمله ب باشد، جمله آ نمی‌تواند بدون اینکه جمله ب هم صحیح باشد، درست باشد. برای مثال، جمله «جکی سگ باوفایی است» مستلزم جمله «جکی سگ است» می‌باشد؛ زیرا جکی نمی‌تواند سگ باوفایی باشد بدون اینکه سگ باشد. از طرف دیگر، این جمله مستلزم «جکی گربه‌ها را دنبال می‌کند» نیست؛ زیرا ممکن است (اگرچه بعید باشد) که یک سگ گربه‌ها را دنبال نکند. استلزامات از معناشناسی عبارات زبانی ناشی می‌شوند.